# Shoichiro Sakamoto
Shoichiro Sakamoto (阪本 翔一朗 Sakamoto Shoichiro?), född 18 augusti 1995 i Nara prefektur, är en japansk fotbollsspelare.
Sakamoto började sin karriär 2014 i Zweigen Kanazawa. Han spelade 11 ligamatcher för klubben. 2015 flyttade han till Tegevajaro Miyazaki.